# Gertruda saska

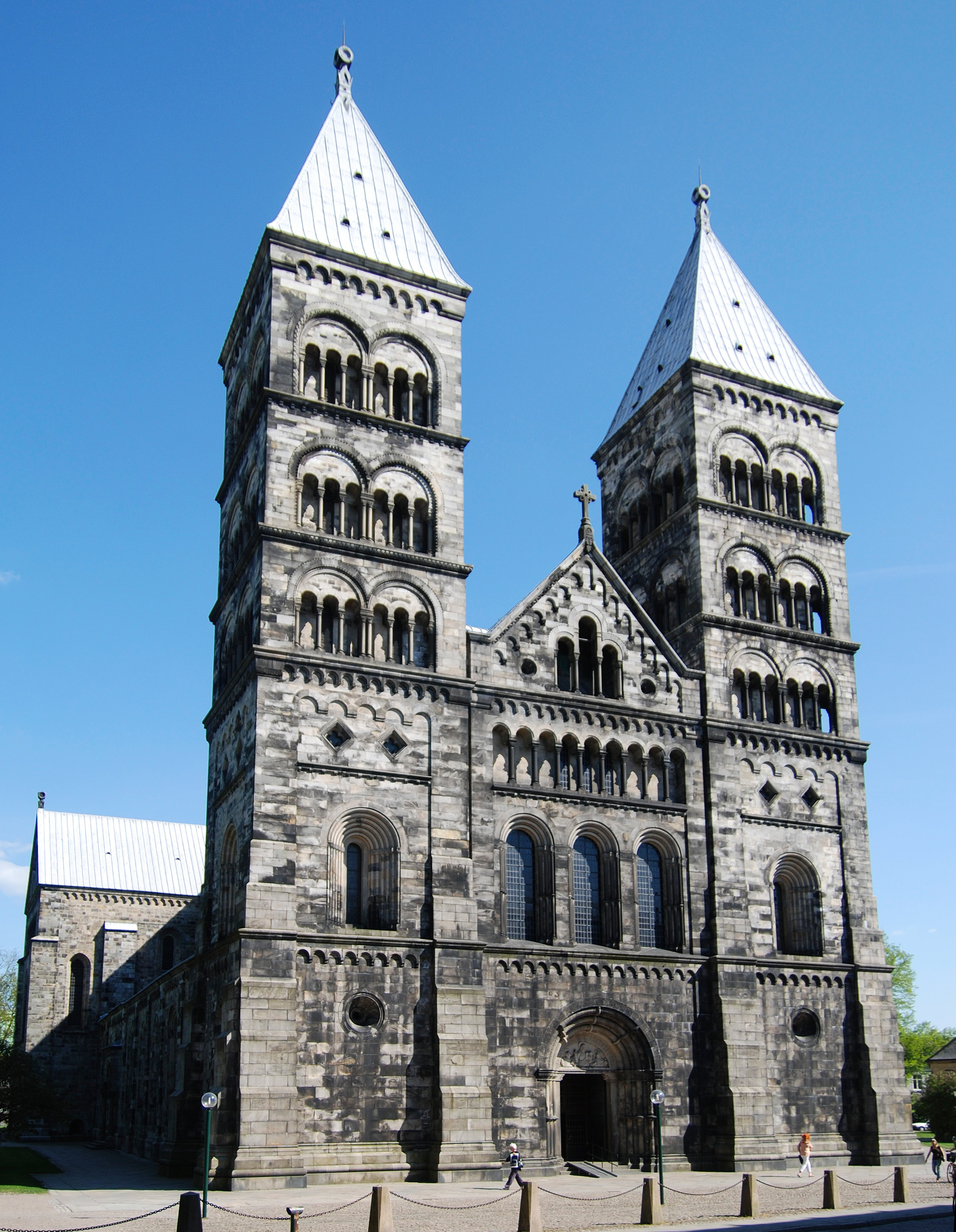
Katedra w Lund, gdzie odbył się ślub Gertrudy i Kanuta IV

Gertruda saska lub bawarska (duń. Gertrud af Sachsen og Bayern) (ur. ok. 1154, zm. 1 lipca 1197) – królowa Danii.
Była córką księcia Saksonii i Bawarii Henryka Lwa i jego pierwszej żony Klemencji z Zähringen. Po śmierci swojego pierwszego męża, Fryderyka szwabskiego, Gertruda została w 1171 zaręczona, a następnie poślubiona w 1177 w Lund przez Kanuta IV (zwanego Kanutem VI), następcę tronu Danii, koronowanego vivente rege w 1170 na polecenie swego ojca, króla Waldemara I. Małżeństwo to zostało zawarte ze względów politycznych i pozostało bezdzietne, dlatego że Gertruda wybrała celibat. Kanut IV był wcześniej zaręczony z siostrą Gertrudy, Rychezą, ale ta zmarła zanim doszło do zawarcia związku małżeńskiego. Królowa Gertruda, która była bardzo pobożna, została pochowana w kościele klasztornym NMP w Væ (obecnie Vä) w Skanii, który przed śmiercią hojnie obdarowała. Grób nie zachował się do naszych czasów.